# سان سبستيان
سان سِبَسْتِيان (بالإسبانية: San Sebastián) هي مدينة تقع في شمال إسبانيا على ساحل المحيط الأطلسي، هي عاصمة مقاطعة غيبوثكوا التابعة لمنطقة إقليم الباسك.

## الديموغرافيا
يبلغ عدد سكان مدينة سان سِبَسْتِيان 186.185 نسمة عام 2011 (وفقاً للمعهد الوطني للإحصاء الإسباني).
| 176.908 | 179.208 | 181.700 | 182.930 | 183.090 | 185.357 | 186.185 | 188.743 |

## توأمة
لسان سِبَسْتِيان اتفاقيات توأمة مع كل من:
- دائرة بوجادور [الإنجليزية]‏
- ماروغامه
- فيسبادن (1981 - )
- باطوم (7 يونيو 1987 - )[15]
- بليموث
- ترينتو
- رينو
- Jiutepec [الإنجليزية]‏
- خانكندي
- رام الله

## صور من سان سِبَسْتِيان

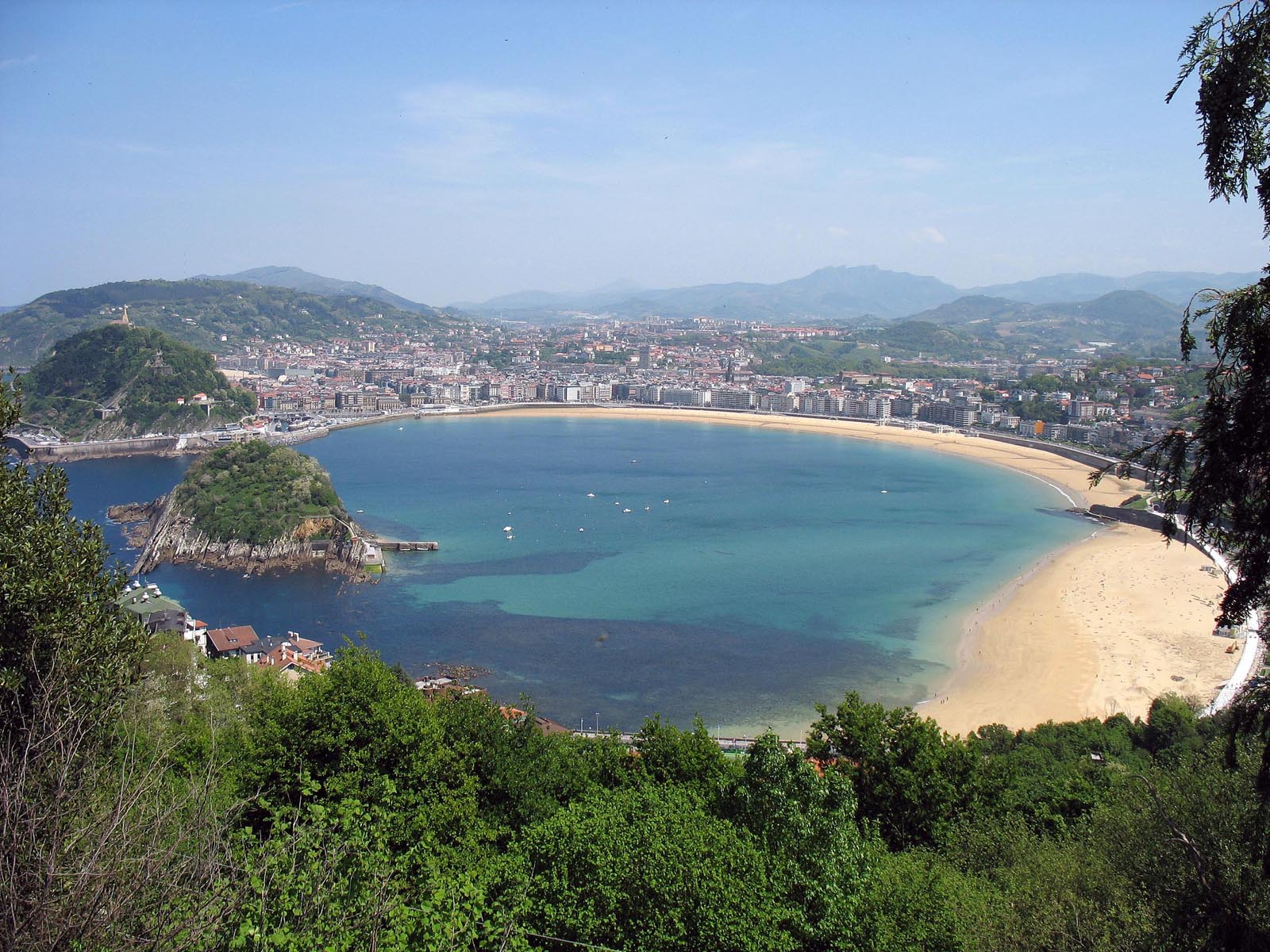
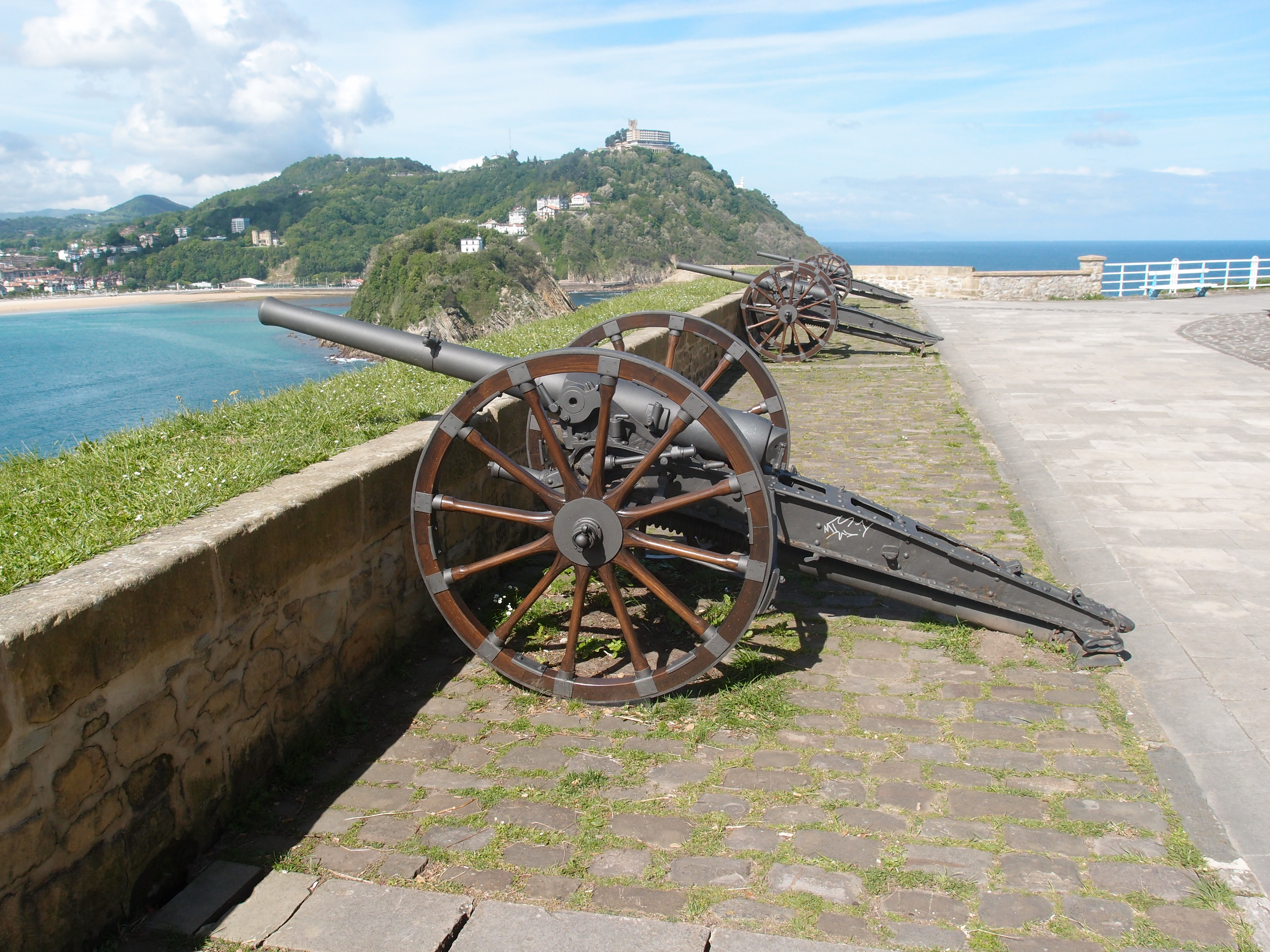
مدافع قديمة على جبل أورغول
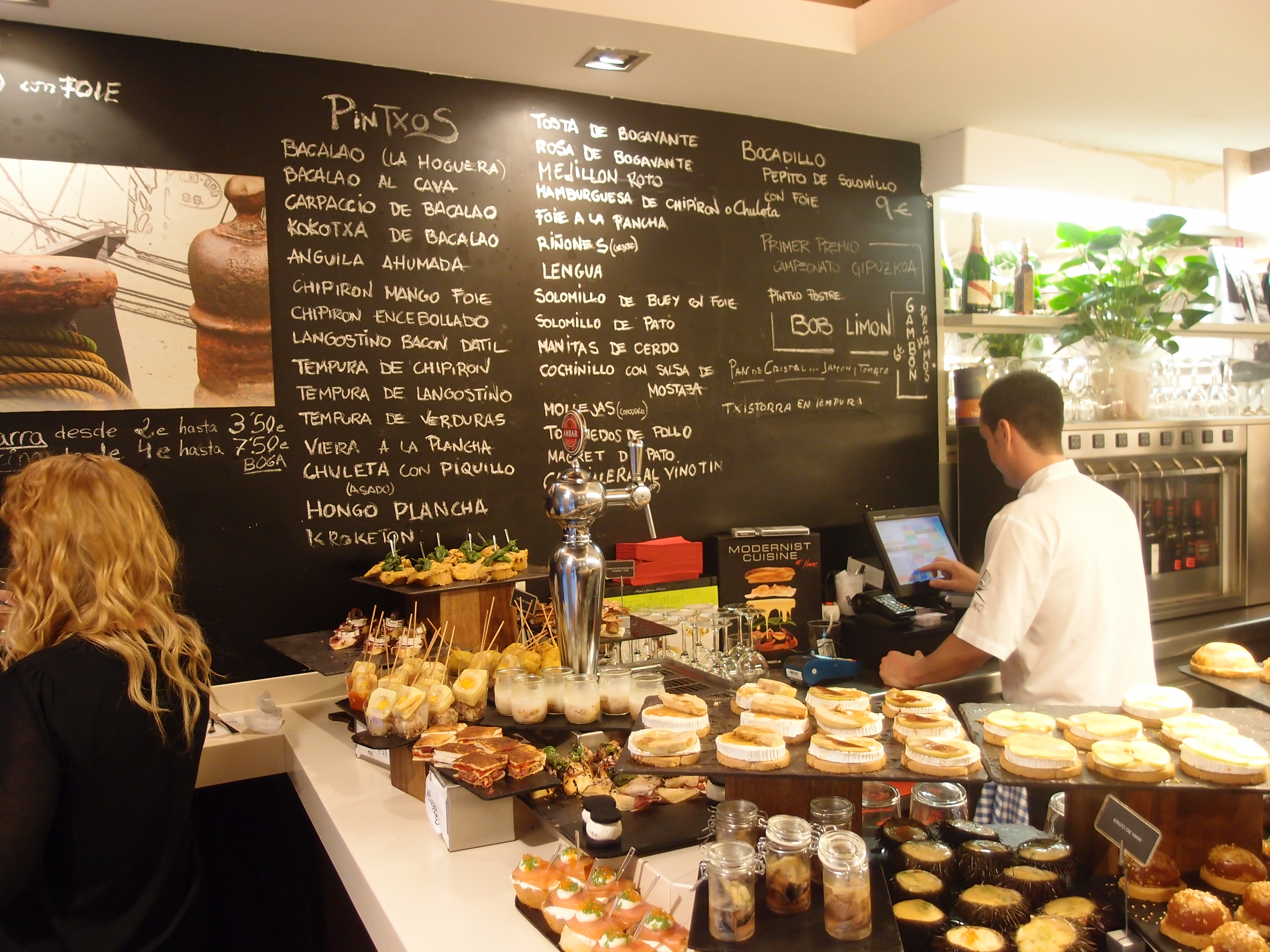
من المأكولات الشهيرة في سان سِبَسْتِيان
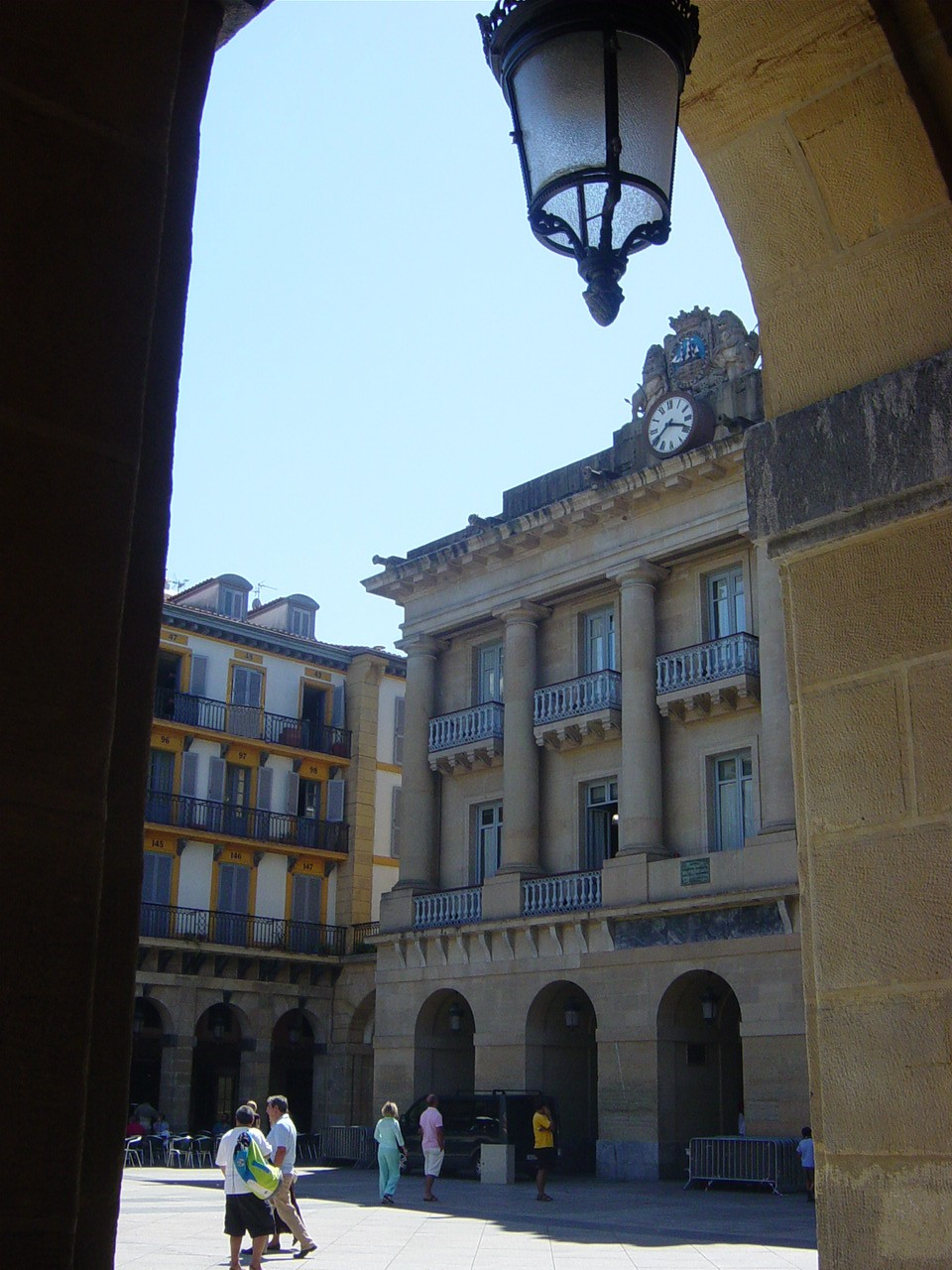
ميدان الدستور Plaza Constitución
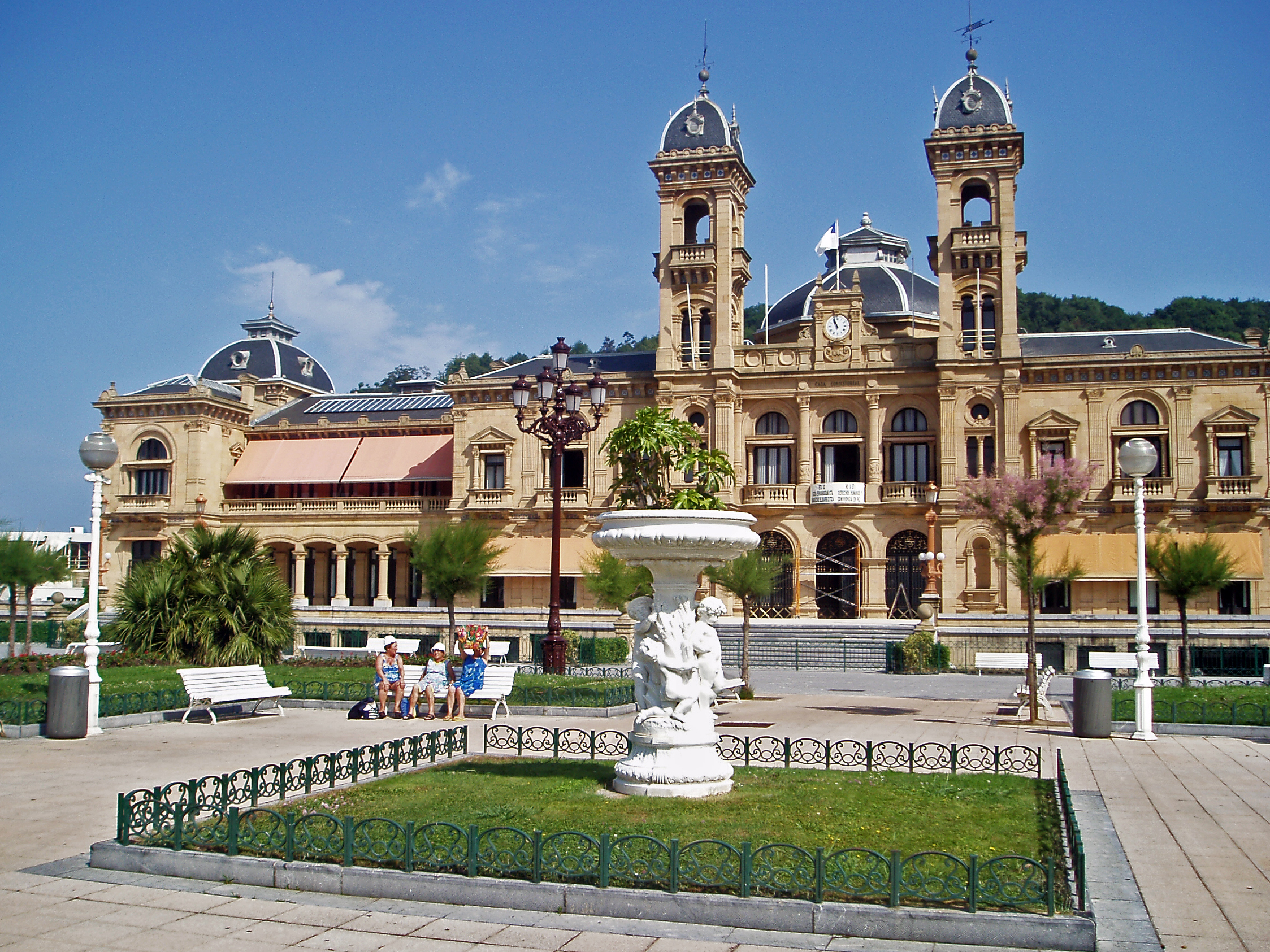
بيت العمدة ونادي لعب القمار
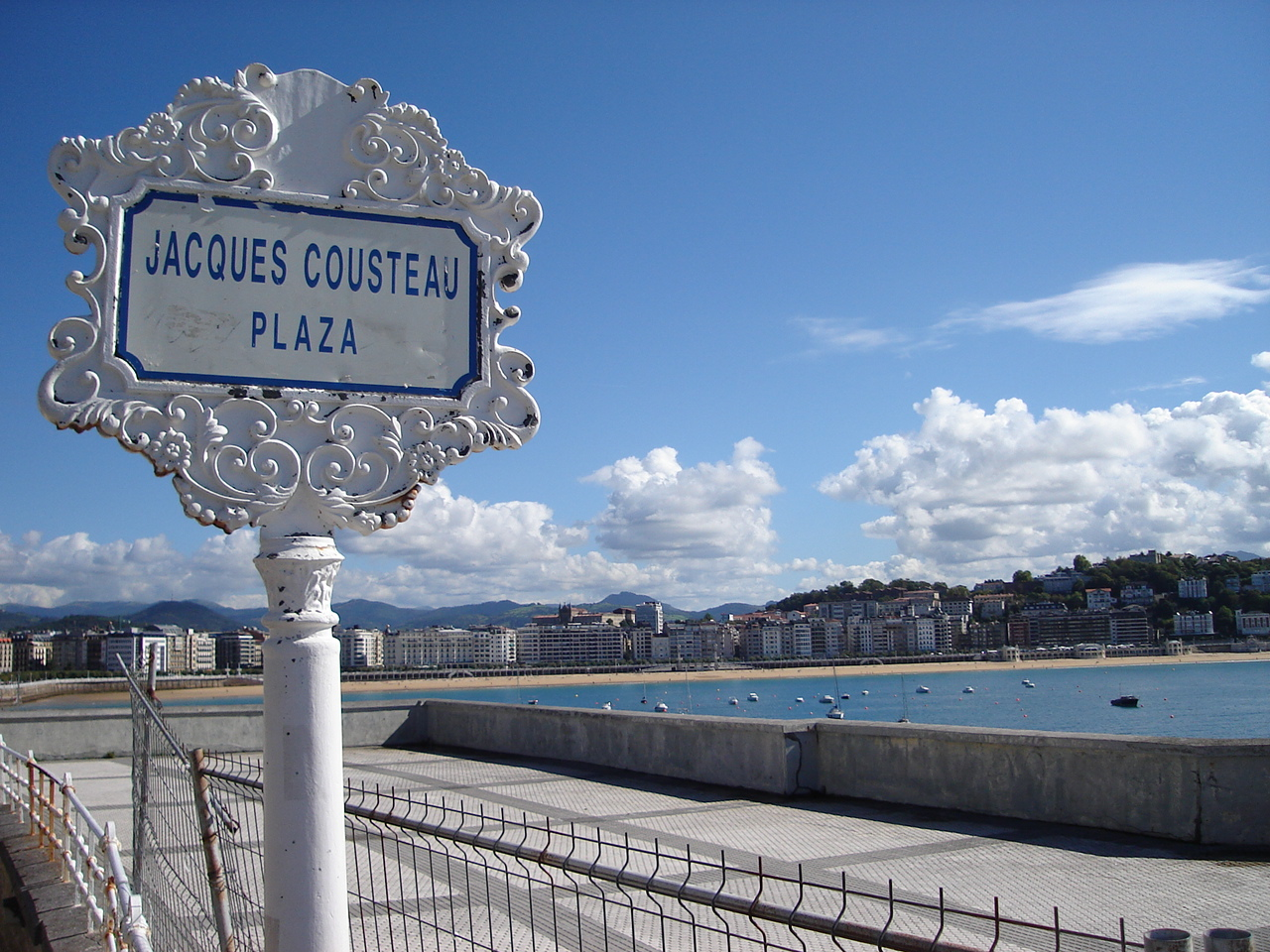
ميدان جاك كوستو
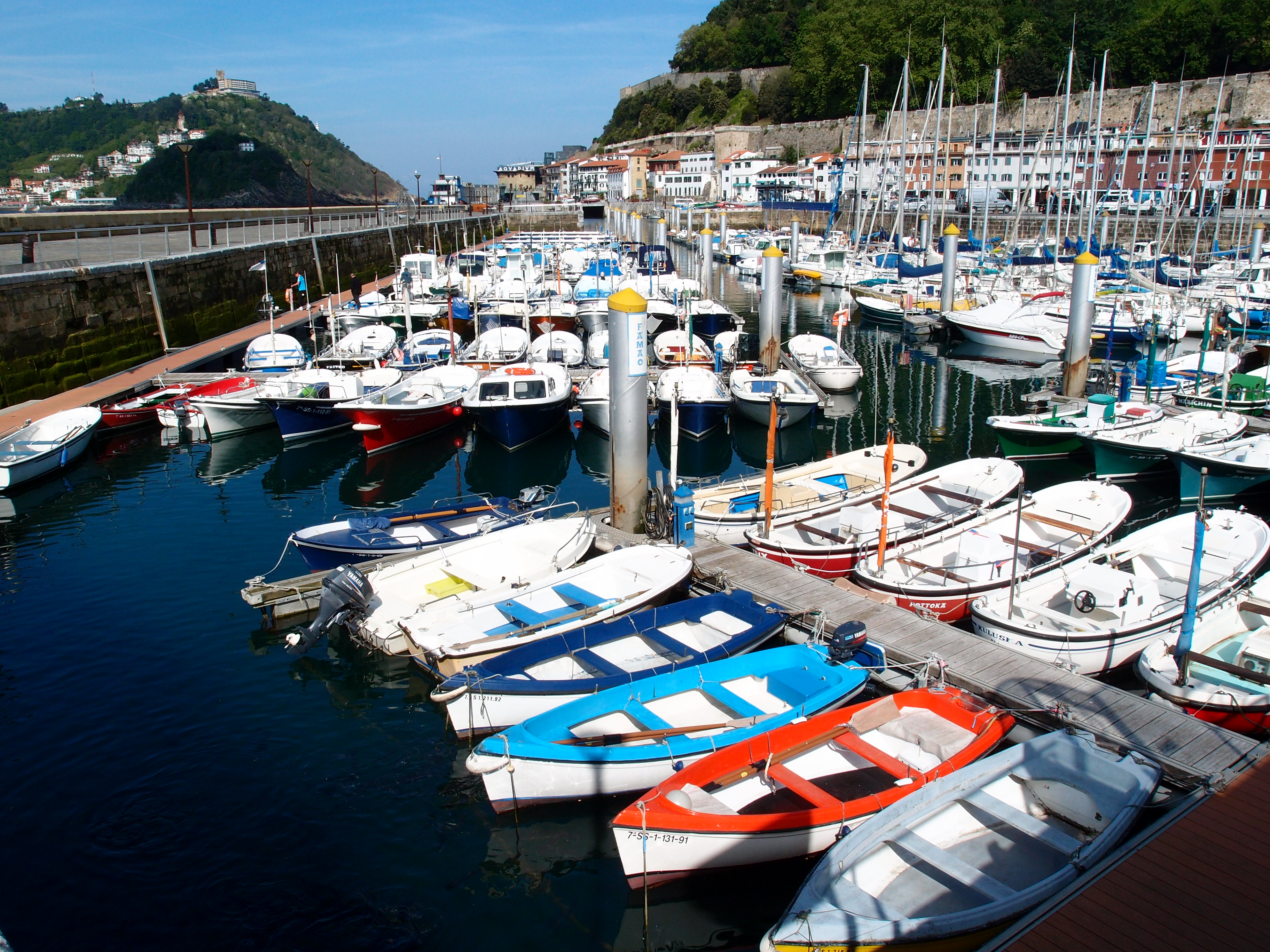
جزء من الميناء
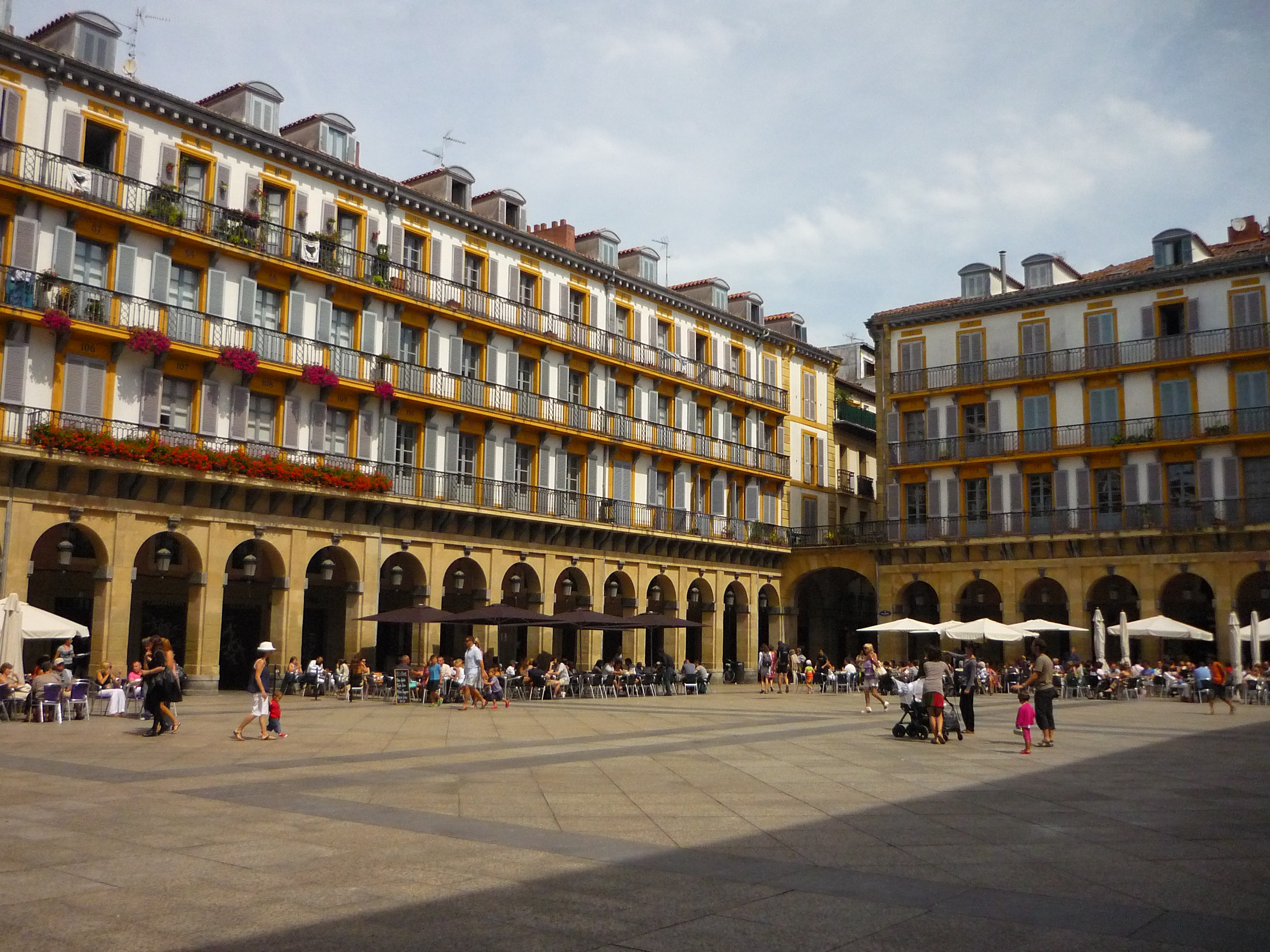
ميدان الدستور
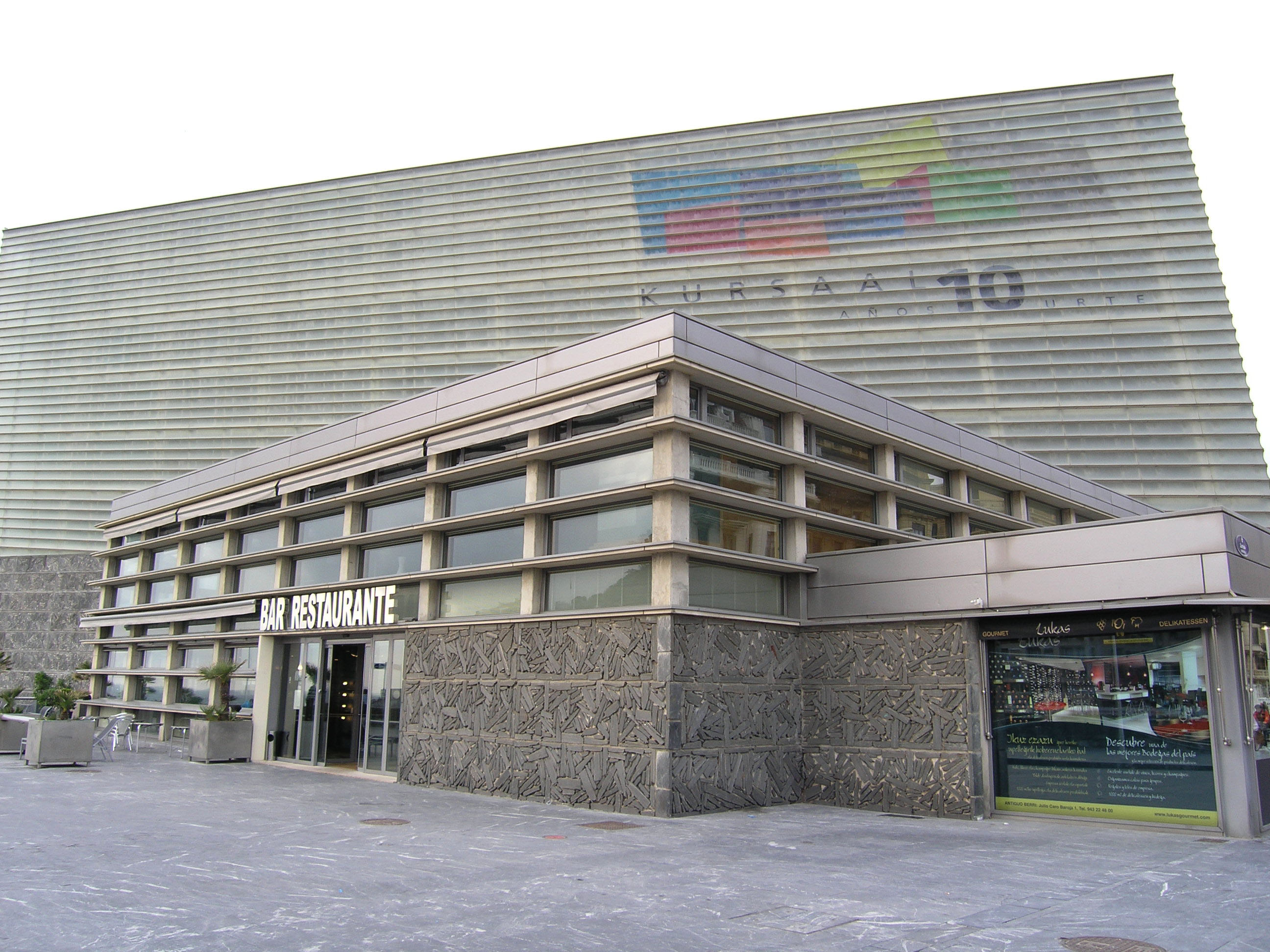
مصحة سان سِبَسْتِيان في 2009
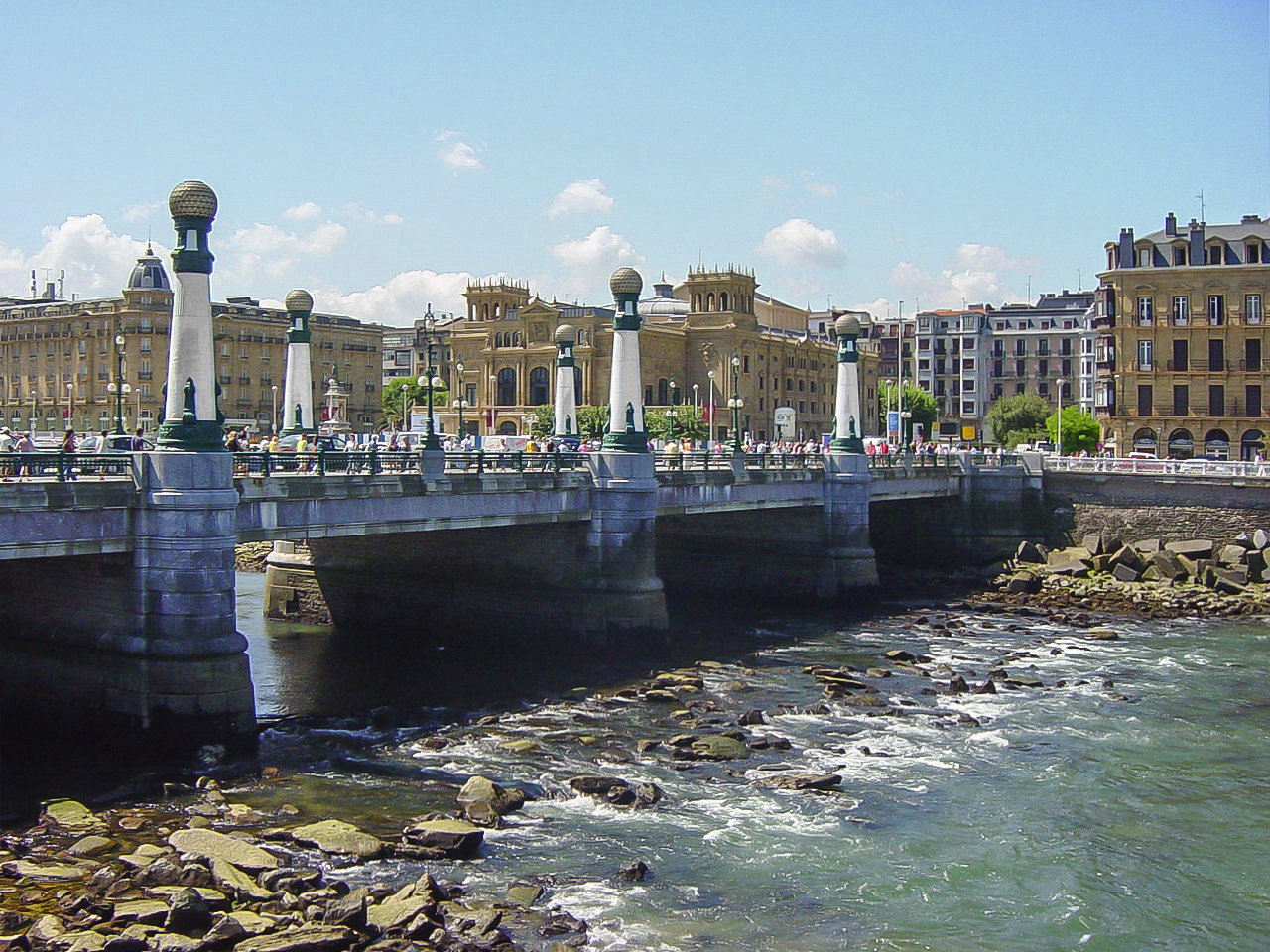
جسر كورسال

## أعلام
- بيو باروخا
- باكو بينزوباس
- لويس أركونادا
- خوسيه مانويل أوتشوتورينا
- تشابي بريتو
- سيلفستر إيجوا
- ميكيل استارلوزا
- مارتين ماركوليتا
- إغناسيو إيزاغويري
- مانويل غارسيا برييتو
- ميكل أرتيتا